# Annie Lee
Annie Frances Lee (Gadsden, Alabama; 3 de marzo de 1935-Henderson, Nevada, 24 de noviembre de 2014) fue una artista estadounidense, conocida por su descripción de la vida cotidiana afroamericana. Su obra se caracteriza por imágenes sin rasgos faciales, usando el lenguaje corporal para mostrar emoción y expresión en su trabajo. Sus pinturas más populares son Blue Monday y My Cup Runneth Over.

## Biografía
Lee nació en Gadsden, Alabama, aunque creció en Chicago, Illinois. Empezó a pintar de niña y ganó su primer concurso a la edad de 10 años, aunque no comenzó a hacerlo profesionalmente hasta los 40. Lee asistió a la escuela secundaria Wendell Phillips en el lado sur de Chicago. Sus logros artísticos la llevaron a recibir una beca para asistir a la Universidad Northwestern, pero rechazó la beca para casarse y formar una familia. Cuando comenzó su carrera como artista, Lee había perdido a dos maridos a causa del cáncer, había criado a una hija de su primer matrimonio y a un hijo del segundo. Perdió a su hijo en un accidente en 1986. Se matriculó en Loop Junior College y completó su licenciatura para trabajar en Mundelein College y la Academia Estadounidense de Arte. Mientras trabajaba como secretaria jefe en Northwestern Railroad, Annie estudió arte por la noche durante ocho años y finalmente obtuvo una Maestría en Educación de la Universidad de Loyola. El trabajo de Lee inspiró una de sus pinturas más populares, Blue Monday, que representa a una mujer que lucha por levantarse de la cama un lunes por la mañana. Sus marcas características son la emoción animada de las personalidades en la obra de arte y los rostros que están pintados sin rasgos. A los cincuenta años, Lee tuvo su primera exposición en una galería y permitió que se hicieran copias de cuatro de sus pinturas originales. Usando sus diseños, Lee también desarrolló figuritas, muñecas de alta costura, artículos decorativos para el hogar y azulejos de cocina.
El trabajo de Lee refleja sus propias experiencias, así como sus observaciones de las comunidades que la rodeaban. Después de mostrar su trabajo en otras galerías durante varios años, Lee abrió Annie Lee and Friends Gallery en Glenwood, Illinois, donde exhibió sus obras y las de otros artistas. Algunas de sus pinturas aparecieron en los sets de programas de televisión populares como The Cosby Show y A Different World, dicha exposición ayudó a popularizar su trabajo. Aunque recibía regularmente solicitudes de apariciones públicas, Lee prefería aparecer en exposiciones de galerías; también disfrutó de visitar escuelas para animar e inspirar a los estudiantes. Después de muchos años, Lee se fue de Chicago a Las Vegas. La obra Six No Uptown escrita por L.A. Walker, Terry Horton y Cassandra Sanders se inspiró en la pintura de Lee del mismo nombre. La obra se inauguró en Las Vegas en 2014 y se centra en un juego de cartas Bid Whist, el juego preferido de Lee.

### Filantropía y fundación
Durante décadas, Lee apoyó a la Fundación Tom Joyner. Ella donó su tiempo y obras de arte para ayudar a la Fundación a recaudar dinero para mantener a los estudiantes en los colegios y universidades históricamente negros. Su pintura Higher Education: A Way to Soar celebra los éxitos de los estudiantes en estas universidades. Su pintura White Night captura la elegancia y la extravagancia de una de las noches temáticas a bordo del Fantastic Voyage, un crucero anual de una semana que recauda fondos para la Fundación y en el que ella era una expositora habitual.
La Fundación Tom Joyner desarrolló una asociación con Annie Lee en el año 2000 y la Fundación Joyner la cataloga como "Artista, Humorista, Humanitaria, Ícono". La honraron y escribieron: "Annie Lee se ha establecido internacionalmente no solo como artista, sino también como una empresaria respetada y experta en negocios. Su notable habilidad para transmitir sentimientos a través de los sujetos sin rostro de sus pinturas le ha valido un lugar en la historia como uno de los íconos del arte afroamericano. Annie es tan icónica para el mundo del arte afroamericano como lo es Michael Jordan para el baloncesto. Con razón se ha ganado su lugar entre los grandes artistas de nuestra raza. Su éxito no solo se basa en su habilidad como pintora, sino en su capacidad para tocarnos en nuestra esencia. Su arte refleja nuestra historia, nuestras familias, nuestras luchas, nuestra alegría, nuestras fortalezas, nuestras debilidades, nuestro orgullo, nuestras idiosincrasias y la fe que nos sostiene. La Fundación Joyner enfatizó que ella es "NUESTRA" Annie Lee".